# 野村太一郎
野村 太一郎（のむら たいちろう、1990年5月24日 - ）は、日本の狂言方和泉流能楽師、俳優。贈八世野村万蔵（五世野村万之丞）の長男、祖父は野村萬（七世野村万蔵、人間国宝、日本芸術院院長、日本芸能実演家団体協議会会長）。叔父は九世野村万蔵。
東京都豊島区出身。身長174cm。青山学院大学非常勤講師。「野村太一郎狂言の会」主宰、「MUGEN能」同人。「NEOLD能楽堂」監修。
父の死後は祖父の野村萬（七世万蔵）と叔父の九世野村万蔵に師事したのち、2017年に父の従弟・二世野村萬斎に師事を替える（現在も萬斎に師事）。吉本興業所属。

## 概略
1990年（平成2年）5月24日、野村万之丞（5世）の長男として生まれる。そして、1993年に3歳で「靭猿」にて初舞台を踏む。
2004年6月に14歳で父を亡くした後は祖父・萬と叔父・九世万蔵の元で狂言方の修行に励む。祖父と叔父の指導の下「三番叟」や「釣狐」など大曲を披く。
2017年、父が設立した「萬狂言」を離れ、父の従弟・野村萬斎に師事する。
また、近年は父が遺した「楽劇大田楽」など所謂「楽劇作品」の演出・復興に力を注ぐ一方で、TV、Youtubeなどのメディア出演にも積極的である。

## 年譜
- 1990年：5月24日に野村万之丞（5世）の長男として生まれる。
- 1993年：祖父の萬が主催する第4回「槌の会」での「靭猿」で初舞台。
- 1995年：父・耕介改め五世万之丞の「万蔵家継承記念会」の折、「伊呂波」で初シテ。同年、南フランス・トゥルーズ ギャロンヌ劇場での万蔵家狂言公演では「靭猿」と小舞などで参加。
- 1999年：第4回新生の会では、父・五世万之丞演出「白雪姫」の鏡の精を演じる。
- 2002年：NHK大河ドラマ「利家とまつ」に利家の長男・又若丸役で出演。
- 2004年：父・五世万之丞（八世万蔵）が死去。
- 2005年：叔父・九世万蔵襲名披露会で、父の盟友でシテ方観世流宗家・観世清和の「翁」にて三番叟を披く。
- 2007年：万蔵家の萬狂言・冬公演にて「奈須与市語」を披く。
- 2009年：青山学院大学文学部日本文学科に入学。
- 2012年10月16日放送の「もてもてナインティナイン」に出演。祖父・萬との稽古の様子が放映された。
- 2013年3月：青山学院大学文学部日本文学科卒業。
- 2013年11月：万蔵家の祖先祭にて大習（狂言師として一人前になったしるし）である「釣狐」を披き大役をつとめる。
- 2014年4月：桜美林大学にて非常勤講師を務める。
- 2014年5月：キラエンタテインメントカレッジにて狂言謡講師を務める。
- 2017年：亡き父が設立した萬狂言を離れ、祖父や叔父から父の従弟・野村萬斎へ師事を替える。以後、万作の会などに出演。
- 2019年：ドイツのハイデルベルク大学、フランスのストラスブール大学にて狂言のワークショップを行う[2]。
- 2019年：モスバーガーのCMに出演。
- 2021年：吉本興業と契約[3]。契約後は吉本興業所属のお笑い芸人すゑひろがりずと共に狂言を解説したり、すゑひろがりずに狂言を教えたりする事もある。
- 2021年6月：第1回「野村太一郎狂言の会」を主宰。
- 2021年11月：情報経営イノベーション専門職大学客員教授に就任。
- 2021年：太一郎自身が主宰者の一人である『MUGEN能』にて大曲「金岡」を披く。
- 2022年6月：父・八世万蔵十七回忌公演にて、父が死の直前に企画した新作能「白雪姫」を太一郎自身のオリジナルを加え、演出・上演。
- 2022年：父が残した「楽劇大田楽」を太一郎のオリジナルを加え新たに演出・上演
- 2023年：『笑耕会』を発足させる。

その他にも父の遺志を継ぎ、新たな狂言のあり方を模索をしつつ、父が残した「楽劇真伎楽」などの復興も目指している。
公益社団法人能楽協会会員。

## 親族

### 野村万蔵家
- 曾祖父：六世野村万蔵。
- 祖父：野村萬（七世野村万蔵）。本名・太良（たろう）。人間国宝（重要無形文化財）保持者、文化勲章受章者。日本芸術院院長など要職を歴任した。
- 父：贈八世野村万蔵（五世野村万之丞、2004年没）。本名・耕介（こうすけ）。長野オリンピック閉会式の演出など狂言以外の様々な分野において活躍したが、2004年に44歳で死去。
- 叔父：九世野村万蔵（二世野村与十郎）。本名・良介（りょうすけ）。万蔵家当主として代々の芸を守ると共に「現代狂言」など亡き兄の遺志を継いだ活動をしている。
- 従弟：六世野村万之丞。本名・虎之介（とらのすけ）。
- 従弟：野村拳之介
- 従弟：野村眞之介

### 別家
- 大叔父：野村万作（二世）
- 大叔父：野村四郎

## 著作物

### 演出・プロデュース作品
- 新作能・「白雪姫」

- 「楽劇大田楽」（再構成、演出）

### 著書
- 「野村太一郎の狂言入門」

## 出演

### 大河ドラマ
- 「利家とまつ」（2002年）

### バラエティ
- もてもてナインティナイン（2012年）

### CM
- モスバーガーCM・「海老天七味マヨ」